# Ford Taunus
Ford Taunus – samochód osobowy klasy wyższej produkowany pod amerykańską marką Ford jako seria 17/20/26M w latach 1957 – 1971 oraz klasy średniej produkowany w latach 1939 – 1994.

## Pierwsza generacja

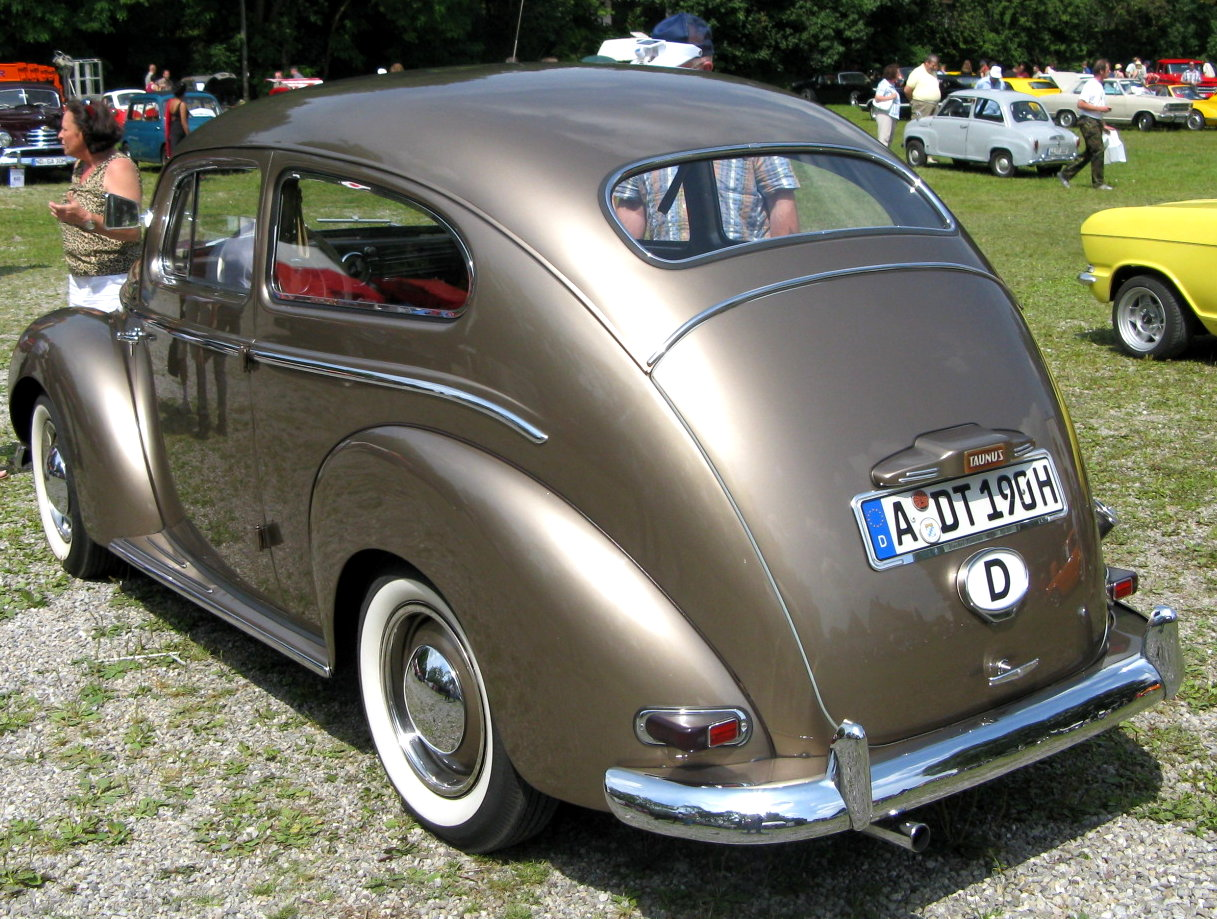
Ford Taunus I - tył

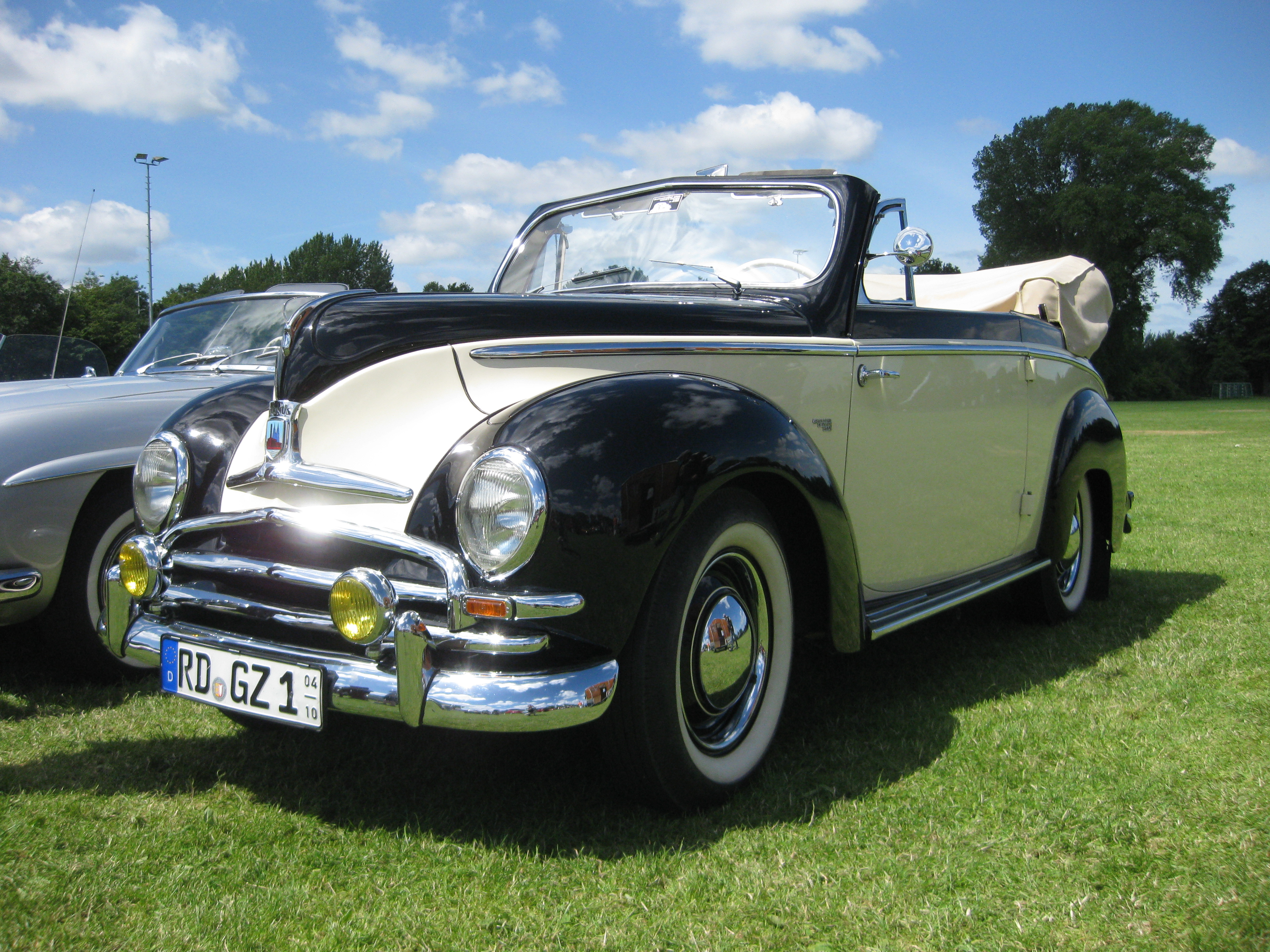
Ford Taunus I Cabriolet

Ford Taunus I został zaprezentowany po raz pierwszy w 1939 roku.
Pierwsza generacja Taunusa otrzymała kod fabryczny G93A. Samochód zyskał przydomek Buckeltaunus (niem. garbaty Taunus). Pojazd był dwudrzwiową limuzyną z karoserią całkowicie stalową, o konstrukcji półsamonośnej (rama platformowa zespawana z resztą karoserii). Pod maską znalazł się 4-cylindrowy, rzędowy, benzynowy, czterosuwowy, dolnozaworowy o pojemności 1172 cm³ i mocy max. 34 KM (moc stała 30 KM). Zawieszenia były zależne z poprzecznymi resorami piórowymi. Prędkość podróżna 85 km/h, chwilowo dopuszczalna 105 km/h.

### Wznowienie produkcji
Po wojnie Ford wznowił w zakładach w Kolonii produkcję tego modelu z niewielkimi zmianami konstrukcyjnymi. Produkowany w latach 1949–1951 Taunus miał oznaczenie wewnętrzne G73A. Ten model występował w wersjach Standard, Spezial i de Luxe, w późniejszych egzemplarzach (oprócz wersji Standard) zastosowano zmienioną atrapę przednią. Model powojenny występował również w karoserii 4-drzwiowej, jako kombi, furgon i kabriolet.

### Silnik
- L4 1.2l Sidevalve

## Druga generacja

### Seria 12/15M

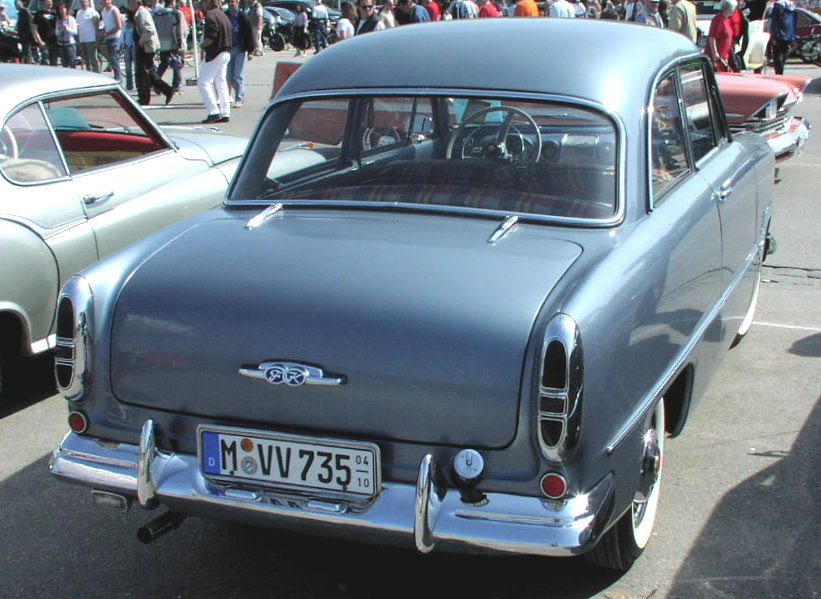
Ford Taunus 12M II - tył

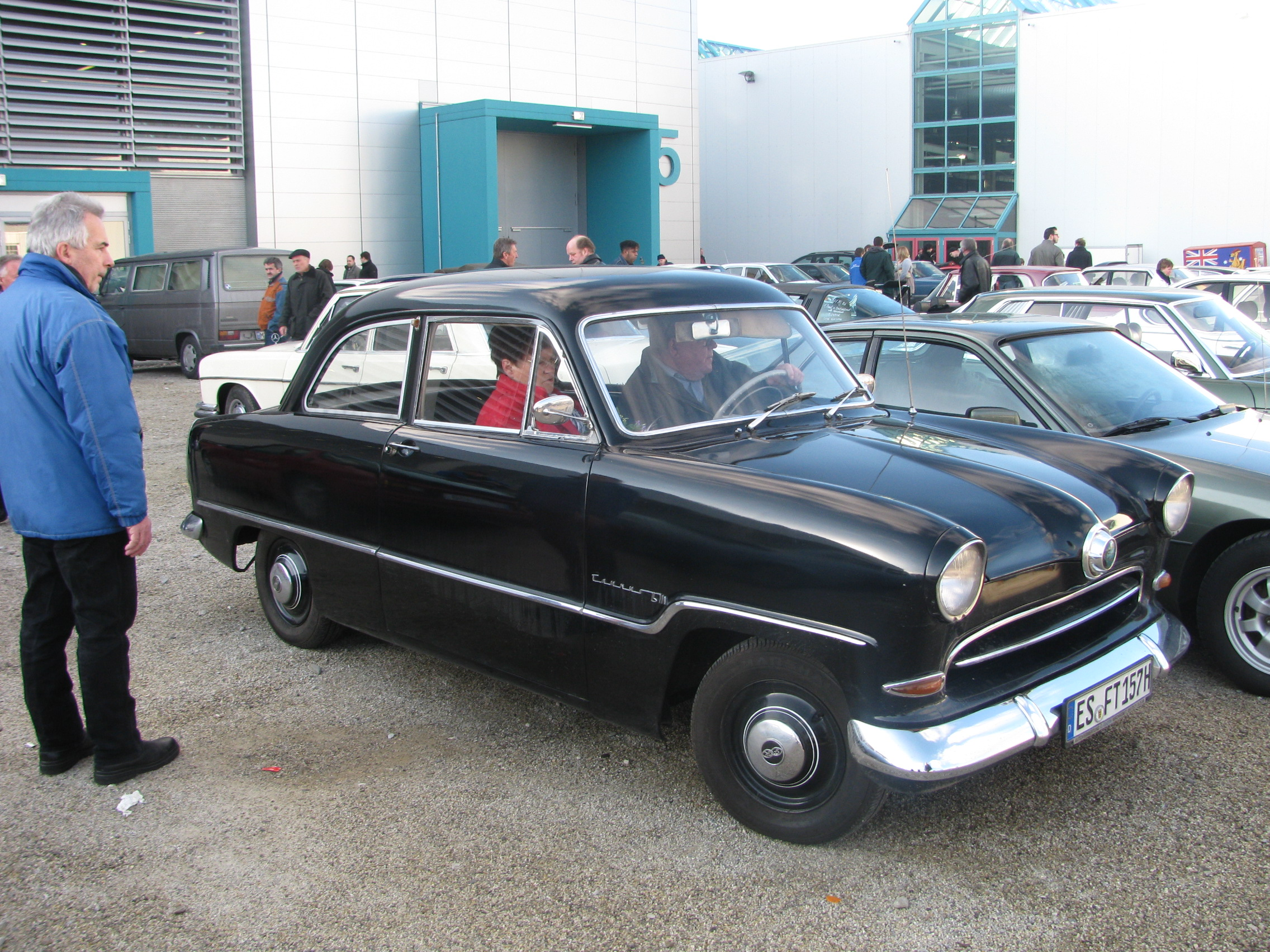
Ford Taunus 15M II

Ford Taunus 12/15M II został zaprezentowany po raz pierwszy w 1952 roku.
Prezentując drugą generację modelu Taunus, niemiecki oddział Forda zdecydował się podzielić ją na dwie niezależne linie modelowe będące de facto pojazdami odrębnych klas, kierowanych do różnego grona docelowych odbiorców. Gama 12/15M pełniła funkcję mniejszych, średniej wielkości samochodów będących odpowiedzią na model Opel Olympia. Stylistyka Taunusa 12/15M pierwszej generacji wyróżniała się charakterystycznymi, obłymi kształtami nazywanymi potocznie ponton.

### 15M
W czasie gdy model 12M pełnił funkcję bardziej przystępnego cenowo, wersja 15M wyróżniała się bogatszym wyposażeniem standardowym, innymi barwami nadwozia oraz większą liczbą chromowanych elementów ozdobnych.

### Silniki
- L4 1,2 l Ford Sidevalve
- L4 1,5 l Ford Sidevalve

### Seria 17M

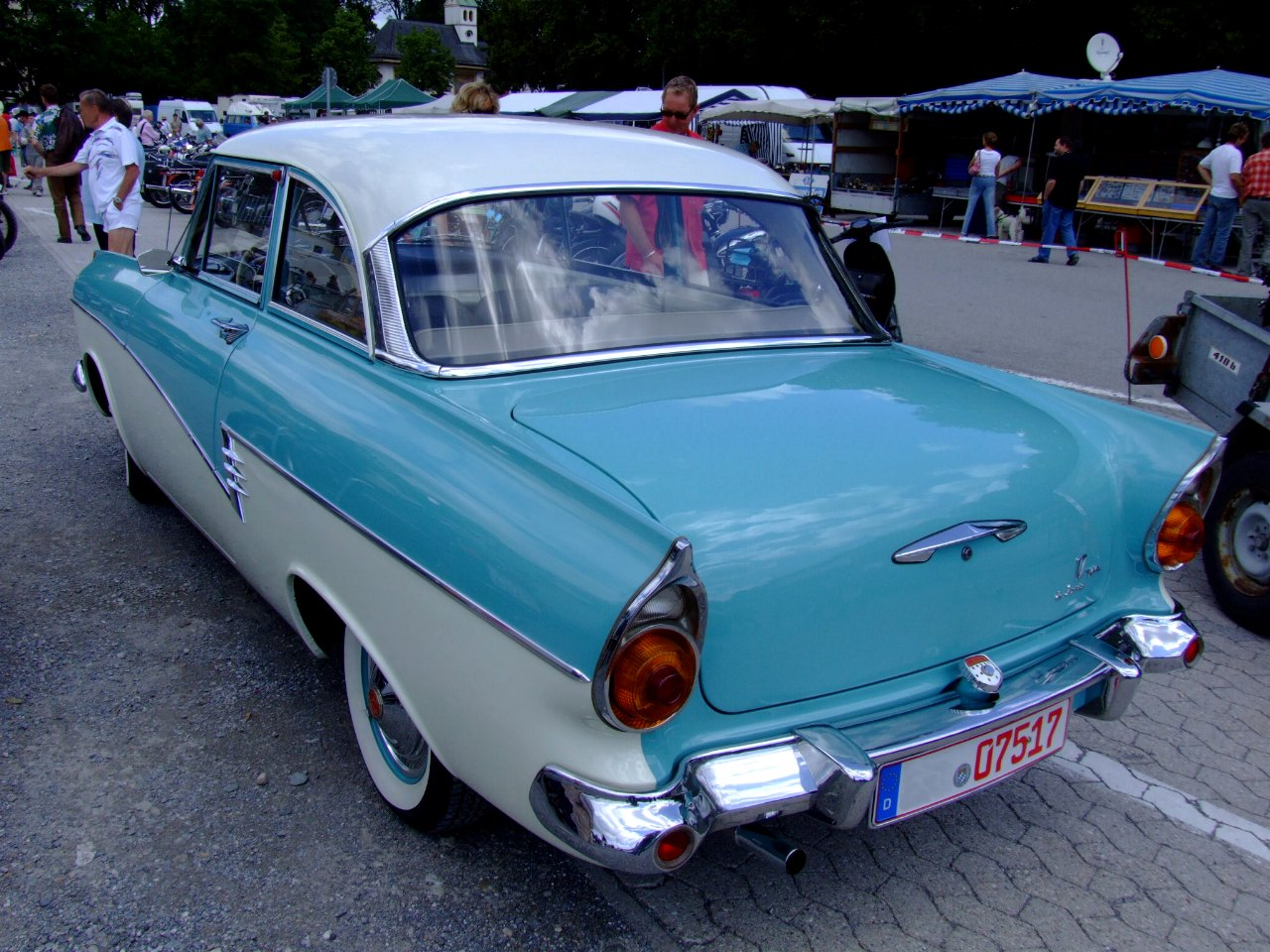
Ford Taunus 17/20/26M II - tył

Ford Taunus 17M II został zaprezentowany po raz pierwszy w 1957 roku.
Linia modelowa 17M uzupełniła gamę drugiej generacji Forda Taunusa 6 lat później od mniejszego modelu 12/15M, przyjmując zupełnie inną koncepcję. Pojazd był znacznie większy, zaliczając się do klasy wyższej. 
Stylistyka została utrzymana w inspiracji wyglądem oferowanych wówczas pełnowymiarowych limuzyn Forda na rynku Ameryki Północnej, nawiązując szczególnie do modelu Fairlane. W ten sposób, charakterystycznymi cechami wyglądu były przetłoczenia na bocznych panelach, strzelisty kształt nadkoli oraz dwukolorowe malowanie nadwozia.

### Silniki
- L4 1,7 l

## Trzecia generacja

### Seria 12M

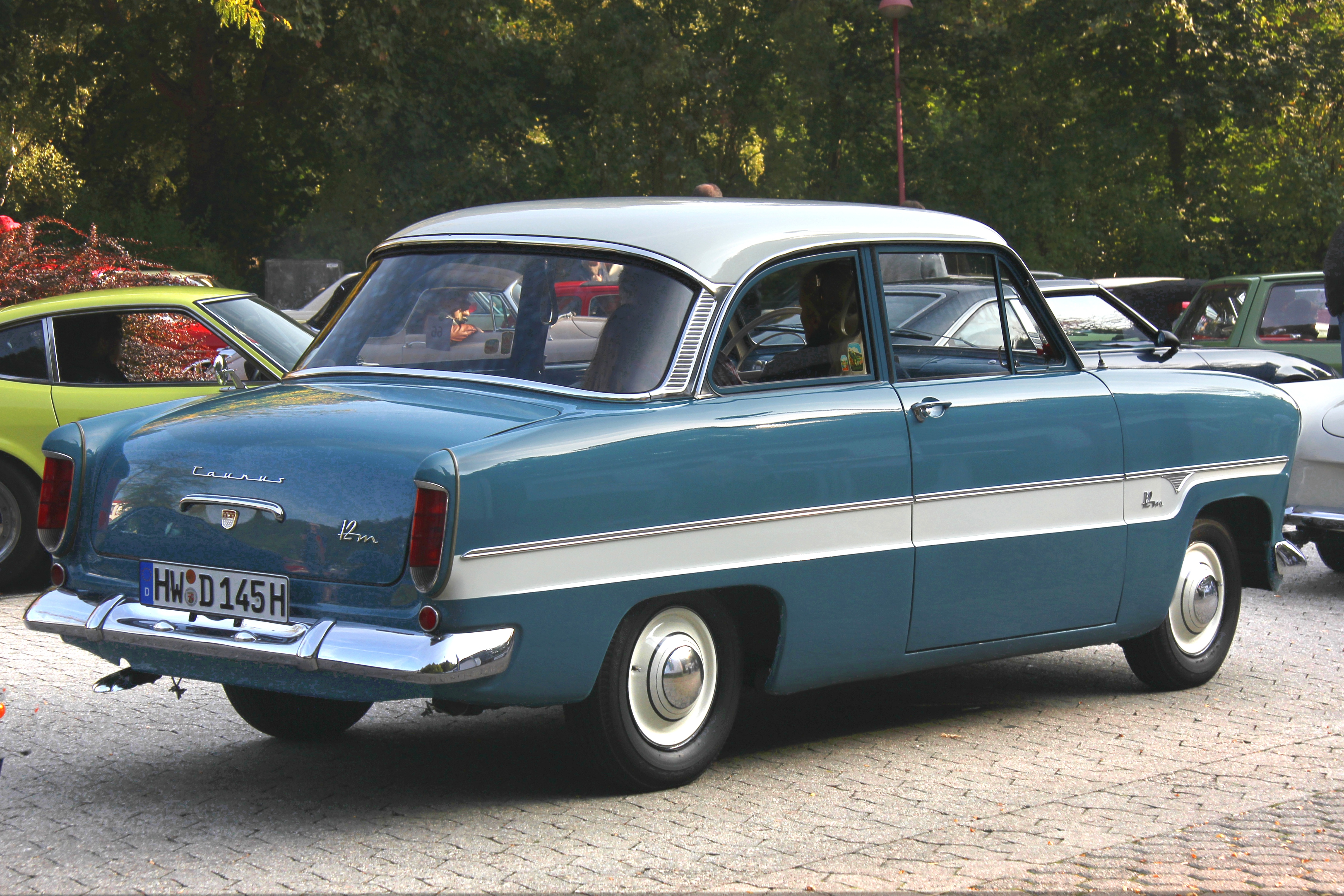
Ford Taunus 12M III - tył

Ford Taunus 12M III został zaprezentowany po raz pierwszy w 1959 roku.
Prezentując trzecią generację mniejszej linii modelowej Taunusa, producent zdecydował się zrezygnować z produkcji droższej 15M na rzecz jednej, 12M. Samochód był de facto głęboko zmodernizowanym poprzednikiem, dzieląc z nim płytę podłogową, rozwiązania techniczne i bryłę. Pod kątem stylistycznym pojawił się zupełnie nowy wygląd pasa przedniego, z dużą, chromowaną atrapą chłodnicy. Gruntownie przestylizowano także tylną część nadwozia, a także wystrój kokpitu.

### Silniki
- L4 1,2 l Ford Sidevalve
- L4 1,5 l Ford Sidevalve

### Seria 17M

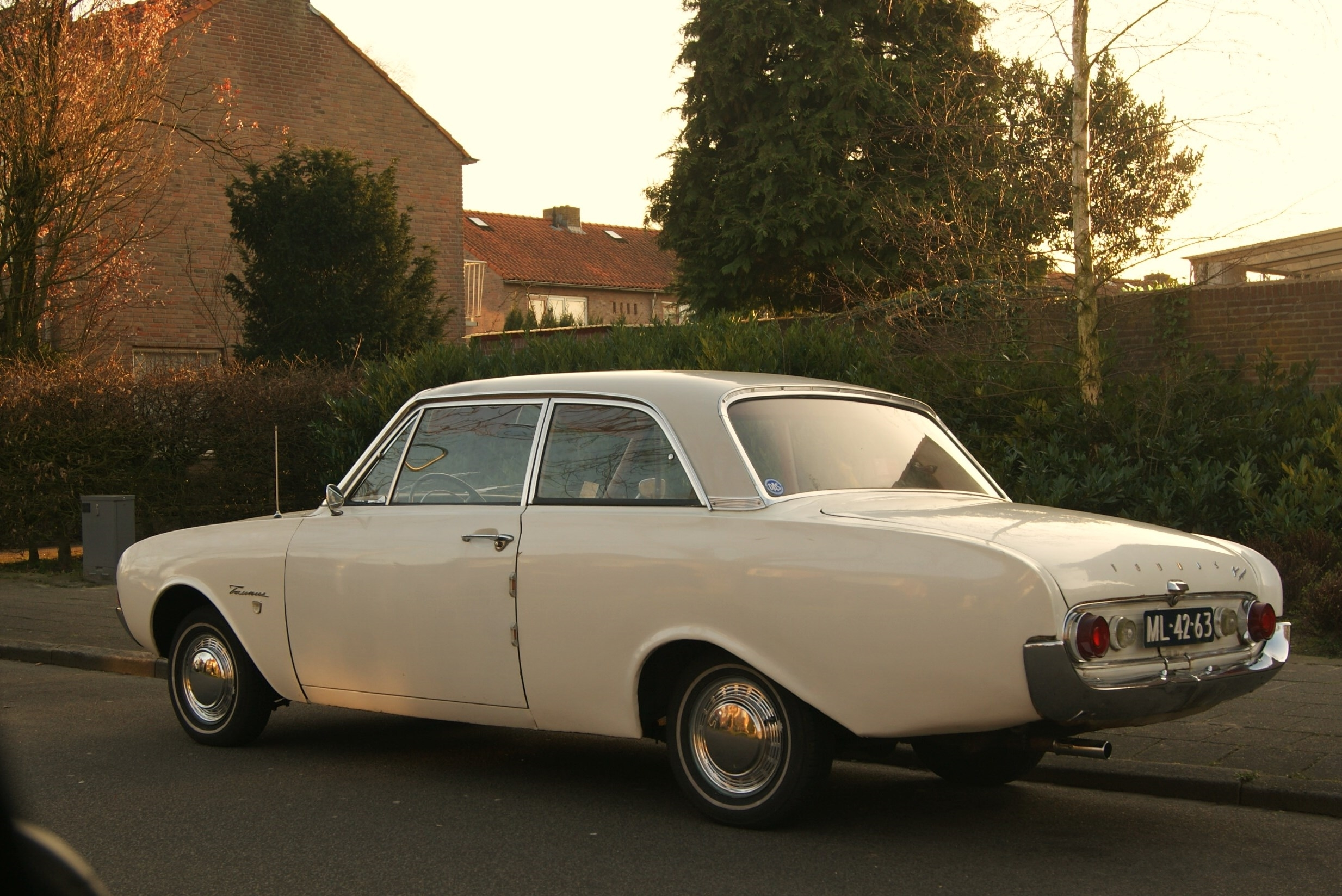
Ford Taunus 17M III - tył

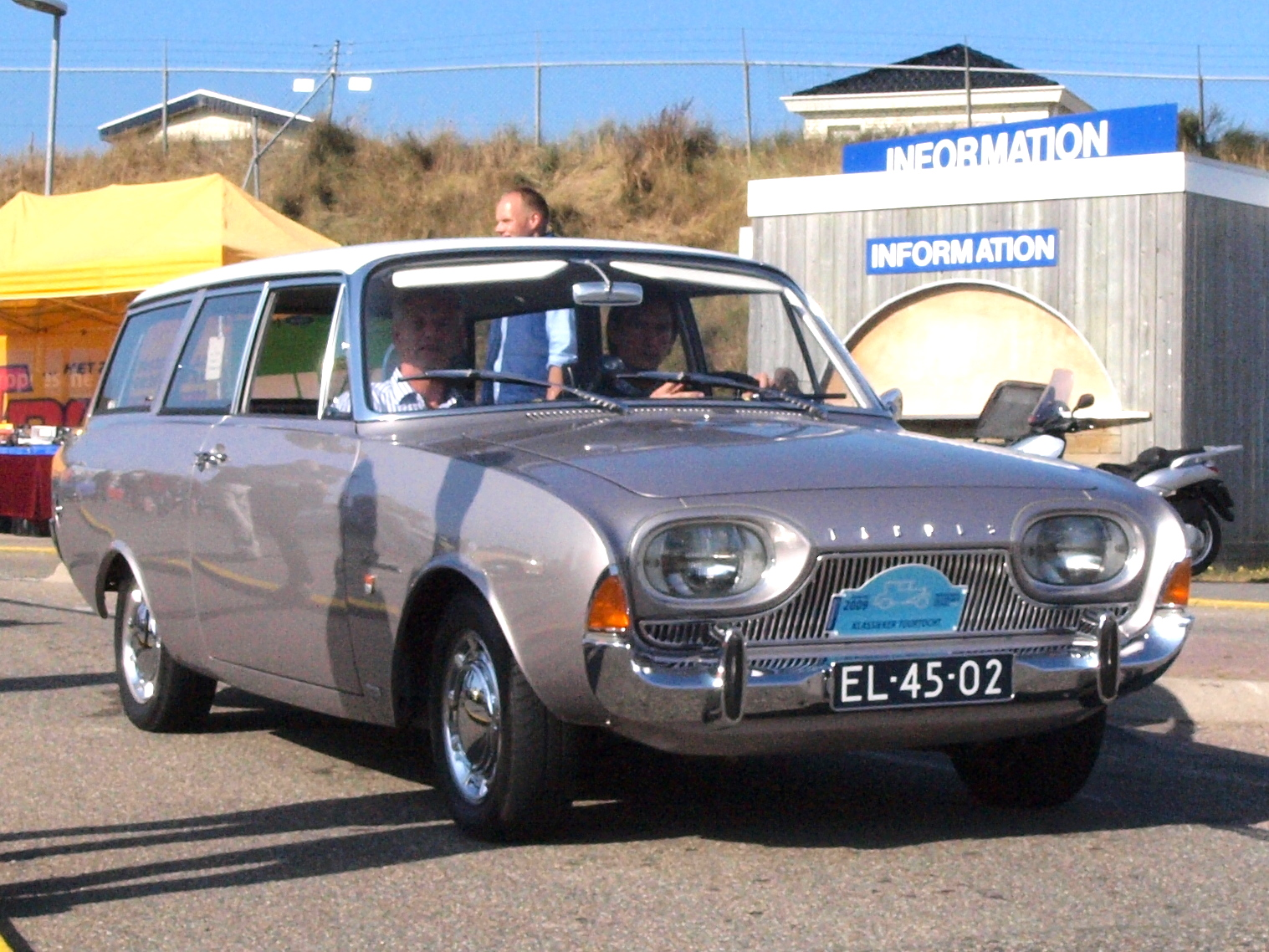
Ford Taunus 17M III Kombi

Ford Taunus 17M III został zaprezentowany po raz pierwszy w 1960 roku.
Kolejna odsłona większej linii modelowej 17M powstała od podstaw jako nowa generacja, zyskując awangardową stylistykę według nowej koncepcji niemieckiego oddziału Forda. Sylwetka zyskała obłe, smukłe kształty, a pas przedni zdobiły wąsko rozstawione, owalnego kształtu reflektory. Tuż pod nim osadzona została chromowana atrapa chłodnicy, z kolei tył został zaokrąglony i zyskał smukłe proporcje z charakterystycznymi, opadającymi liniami.

### Silniki
- L4 1,5 l
- L4 1,7 l
- L4 1,8 l

## Czwarta generacja

### Seria 12M

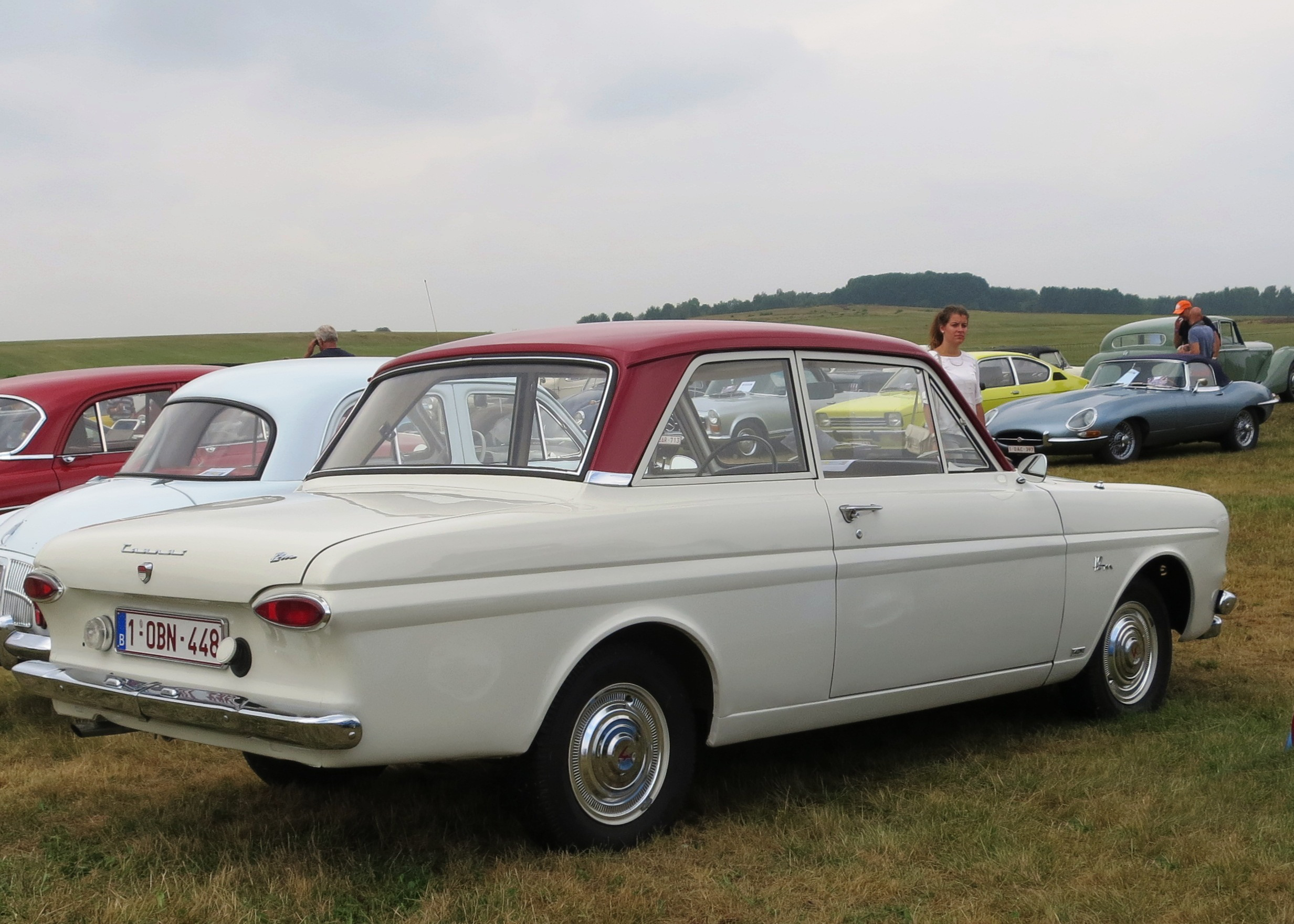
Ford Taunus 12M IV - tył

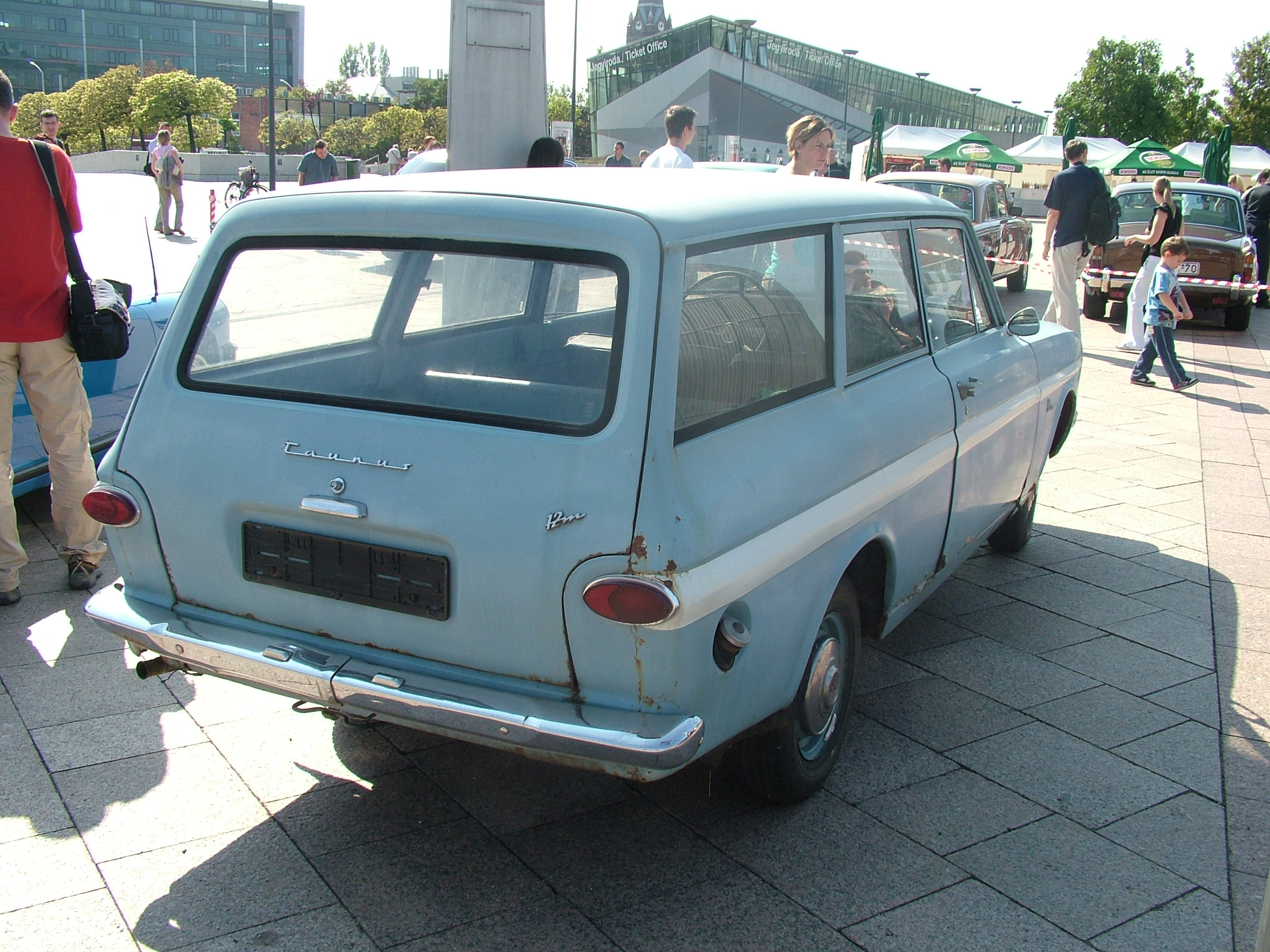
Ford Taunus 12M IV Kombi

Ford Taunus 12M IV został zaprezentowany po raz pierwszy w 1962 roku.
Nowy Taurus linii modelowej 12M, w przeciwieństwie do poprzednika, powstał według zupełnie nowej koncepcji. Samochód stał się znacznie większy, zyskując smuklejsze linie nadwozia i wyraźniej zaznaczone bryły nadwozia. Panele boczne zdobiły wyraźnie zaznaczone przetłoczenia, atrapa chłodnicy utrzymała trapezoidalną formę, za to reflektory zachowały okrągłe kształty. Z tyłu pojawiły się niewielkie, wąskie lampy w owalnym kształcie, a ta część nadwozia pozostała oszczędnie zdobiona chromem.

### Silniki
- V4 1,2 l
- V4 1,5 l

### Seria 17/20M

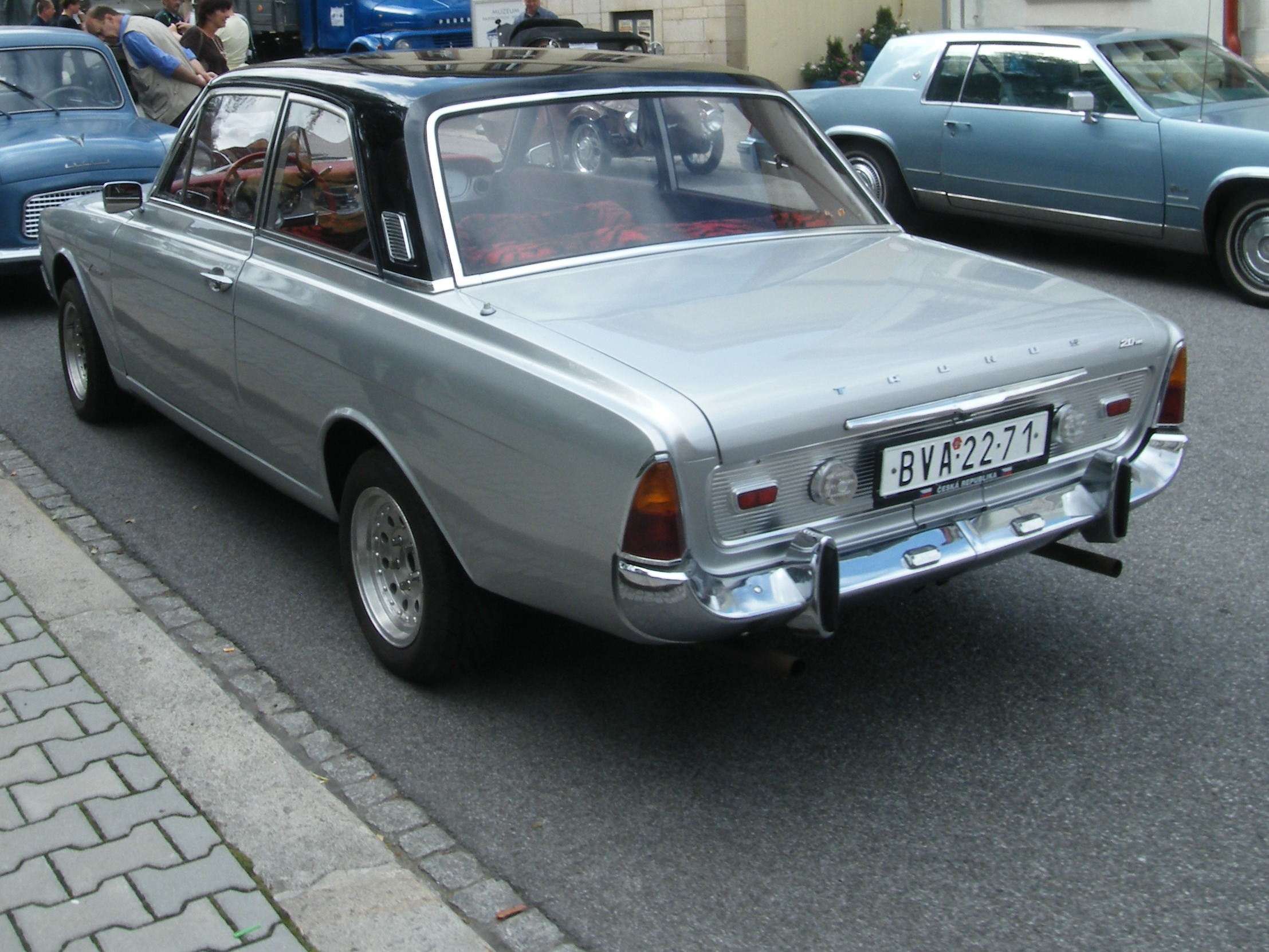
Ford Taunus 17/20/26M IV - tył

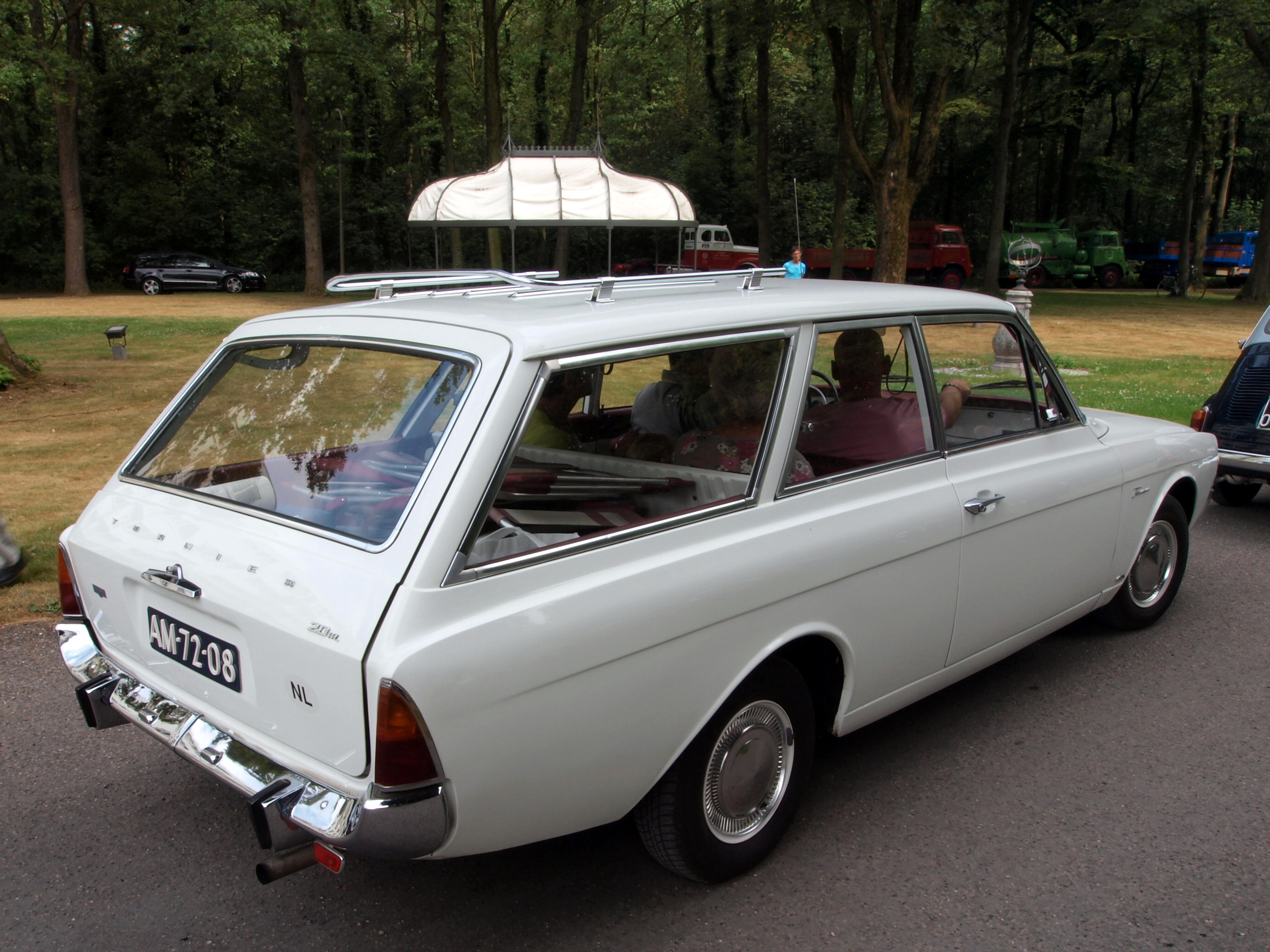
Ford Taunus 17/20/26M IV Kombi

Ford Taunus 17/20M IV został zaprezentowany po raz pierwszy w 1964 roku.
Nowa generacja linii modelowej 17/20M utrzymana została w bardziej konwencjonalnych proporcjach, zyskując smuklejszą, bardziej zwartą sylwetkę. Z przodu pojawiła się większa chromowana atrapa chłodnicy, szerzej rozstawione reflektory, które zyskały bardziej kanciasty kształt. Charakterystycznym elementem stały się umieszczone na krawędziach błotników pomarańczowe kierunkowskazy, a także podobnie ulokowane trójkątne tylne lampy. Samochód zdobył dużą popularność - z przeznaczeniem na różne rynki Europy Zachodniej powstało ponad 200 tysięcy sztuk tej linii modelowej.

### Silniki
- V4 1,5 l
- V4 1,7 l
- V6 2,0 l

## Piąta generacja

### Seria 12/15M

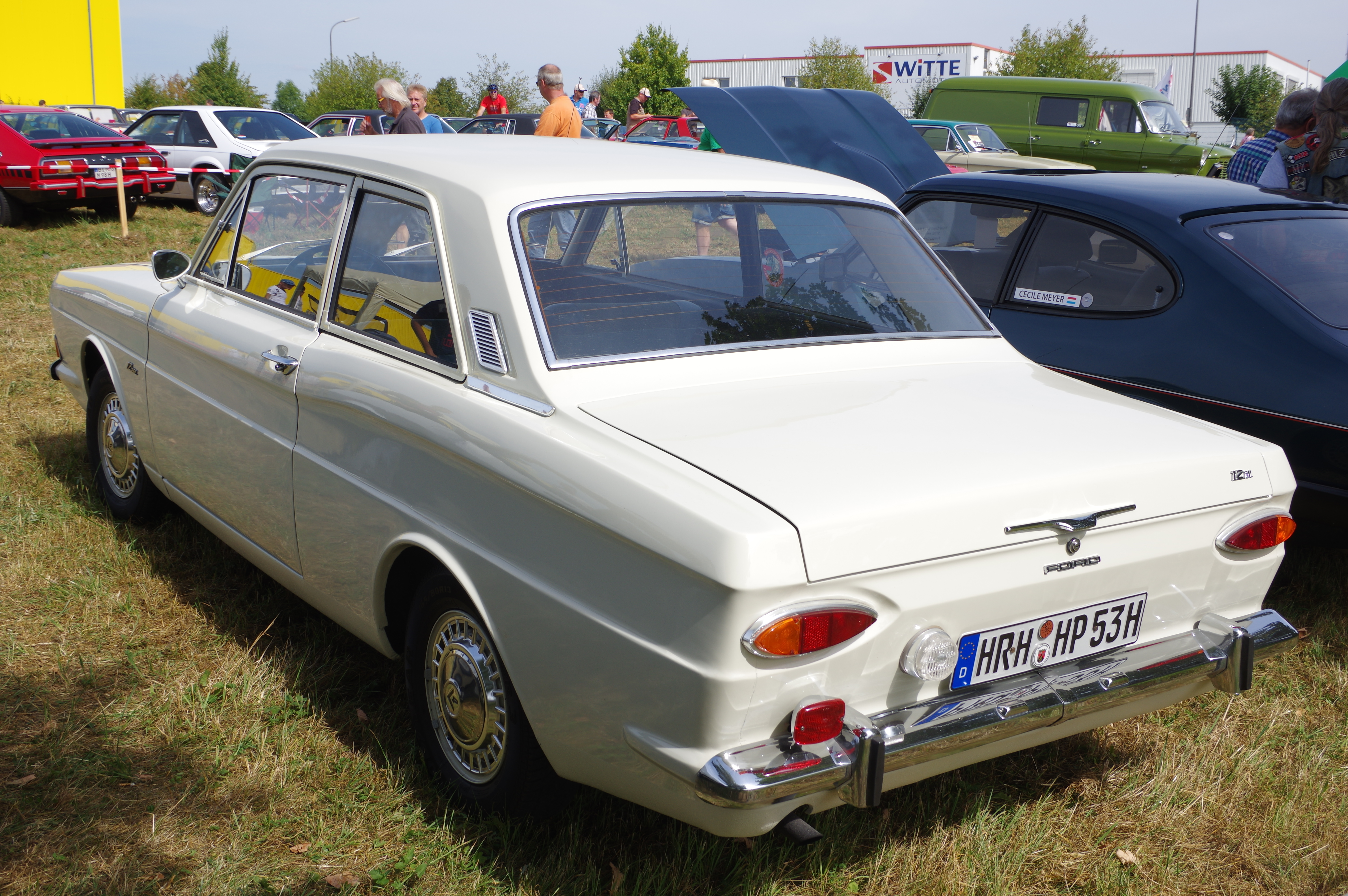
Ford Taunus 12M V - tył

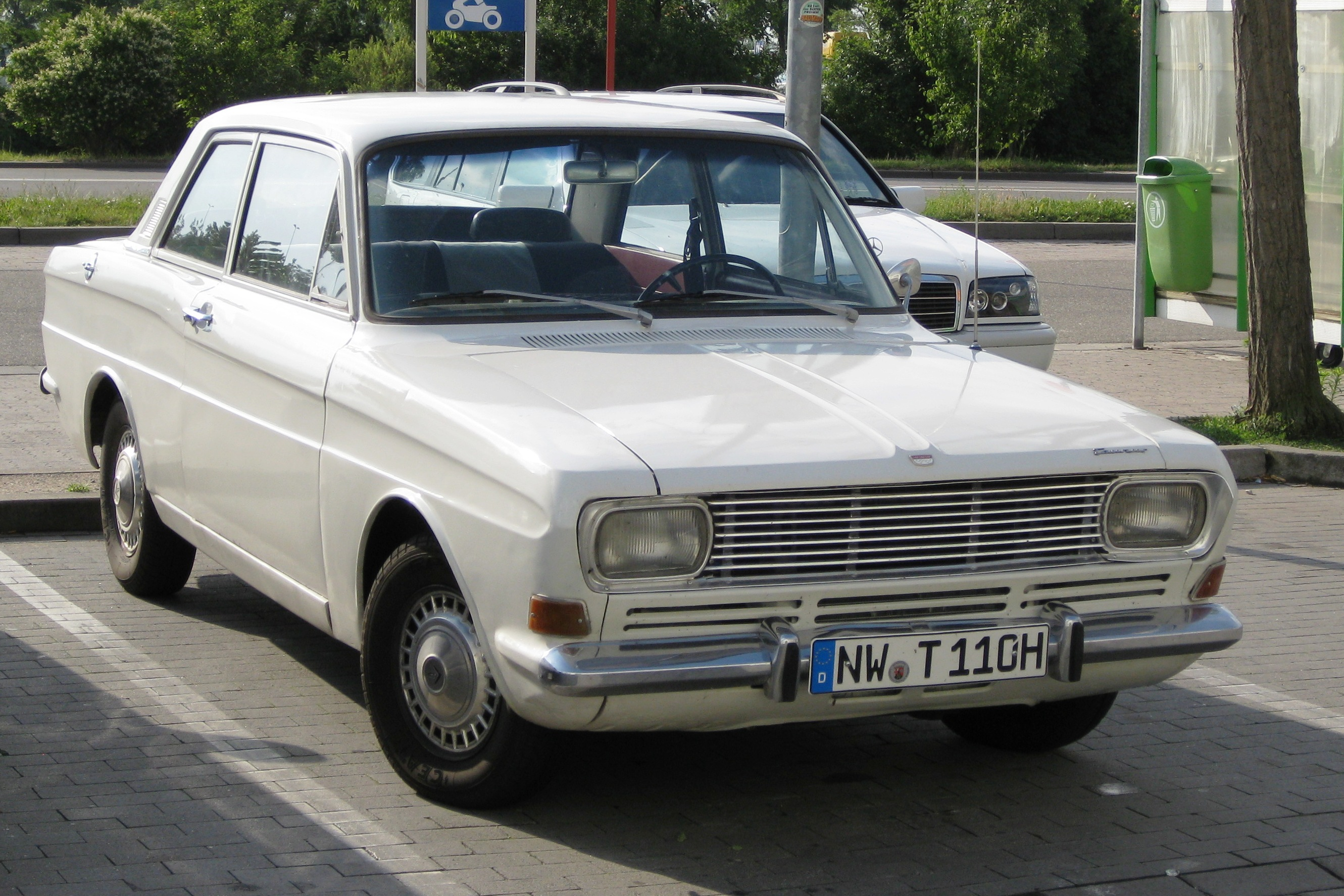
Ford Taunus 15M V

Ford Taunus 12/15M V został zaprezentowany po raz pierwszy w 1966 roku.
W przypadku tego modelu, Ford po raz ostatni podzielił ofertę na dwie linie Taunus. Nowa generacja linii modelowej 12M przeszła ewolucyjny zakres zmian w stosunku do poprzednika. Nadwozie stało się bardziej kanciaste, zyskując pełniejszą formę i wyraźniej zaakcentowane linie. 
Z przodu pojawiła się większa, bardziej kanciasta, chromowana atrapa chłodnicy, w której obrębie tym razem znalazły się reflektory. Tył ponownie zdobiły z kolei niewielkie, owalne lampy, a nadwozie mogło być opcjonalnie malowane w dwóch kolorach.

### 15M
Prezentując ostatniego Taunusa z mniejszej linii, niemiecki oddział Forda zdecydował się przywrócić do sprzedaży droższy model Taunus 15M. Podobnie jak protoplasta z lat 50. XX wieku, samochód wyróżniał się innym wyglądem zarówno przedniej, jak i tylnej części nadwozia. Reflektory zyskały kanciasty kształt, a tylne lampy były podłużnymi prostokątami.

### Silniki
- V4 1,2 l
- V4 1,3 l
- V4 1,5 l
- V4 1,7 l

### Seria 17/20/26M

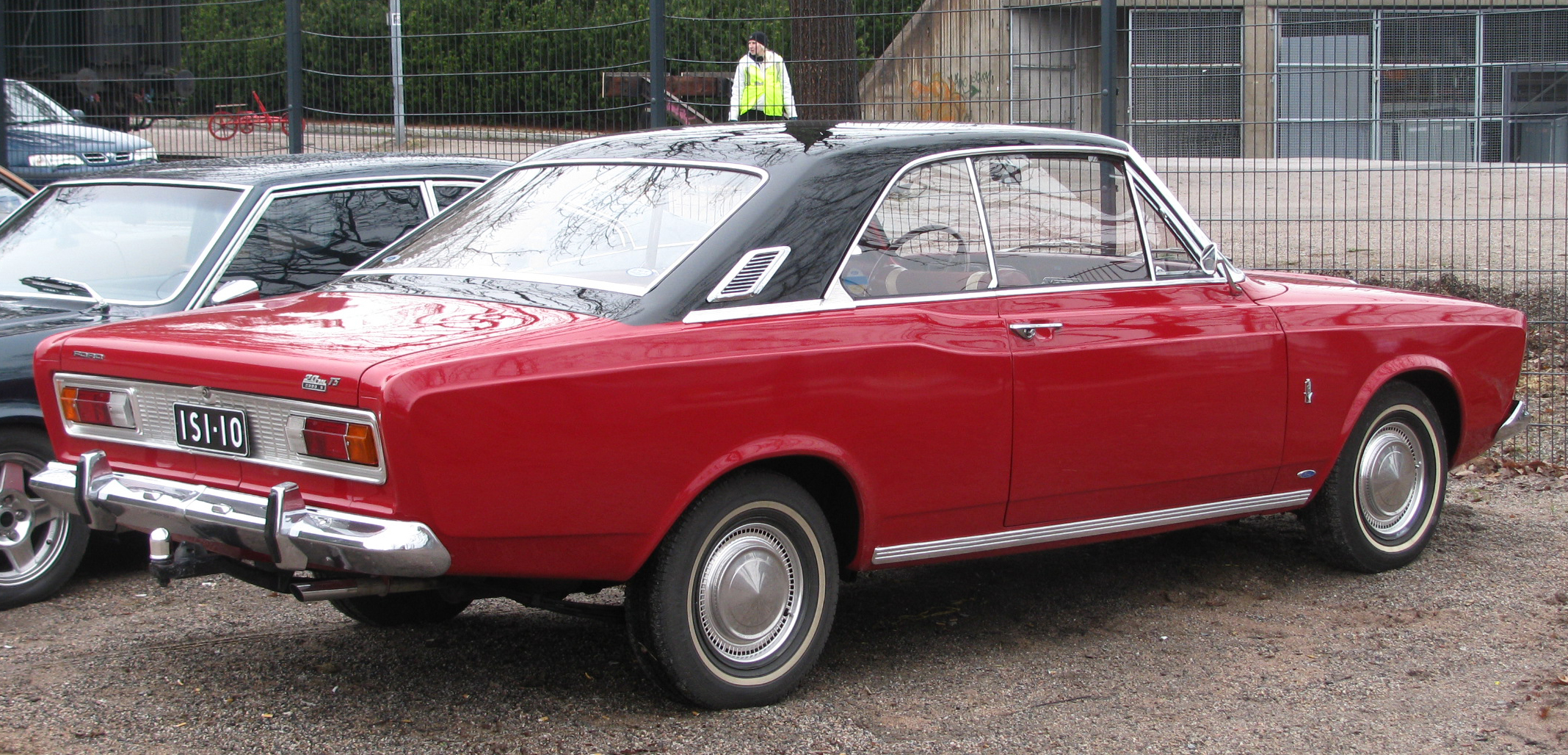
Ford Taunus 17/20/26M V - tył

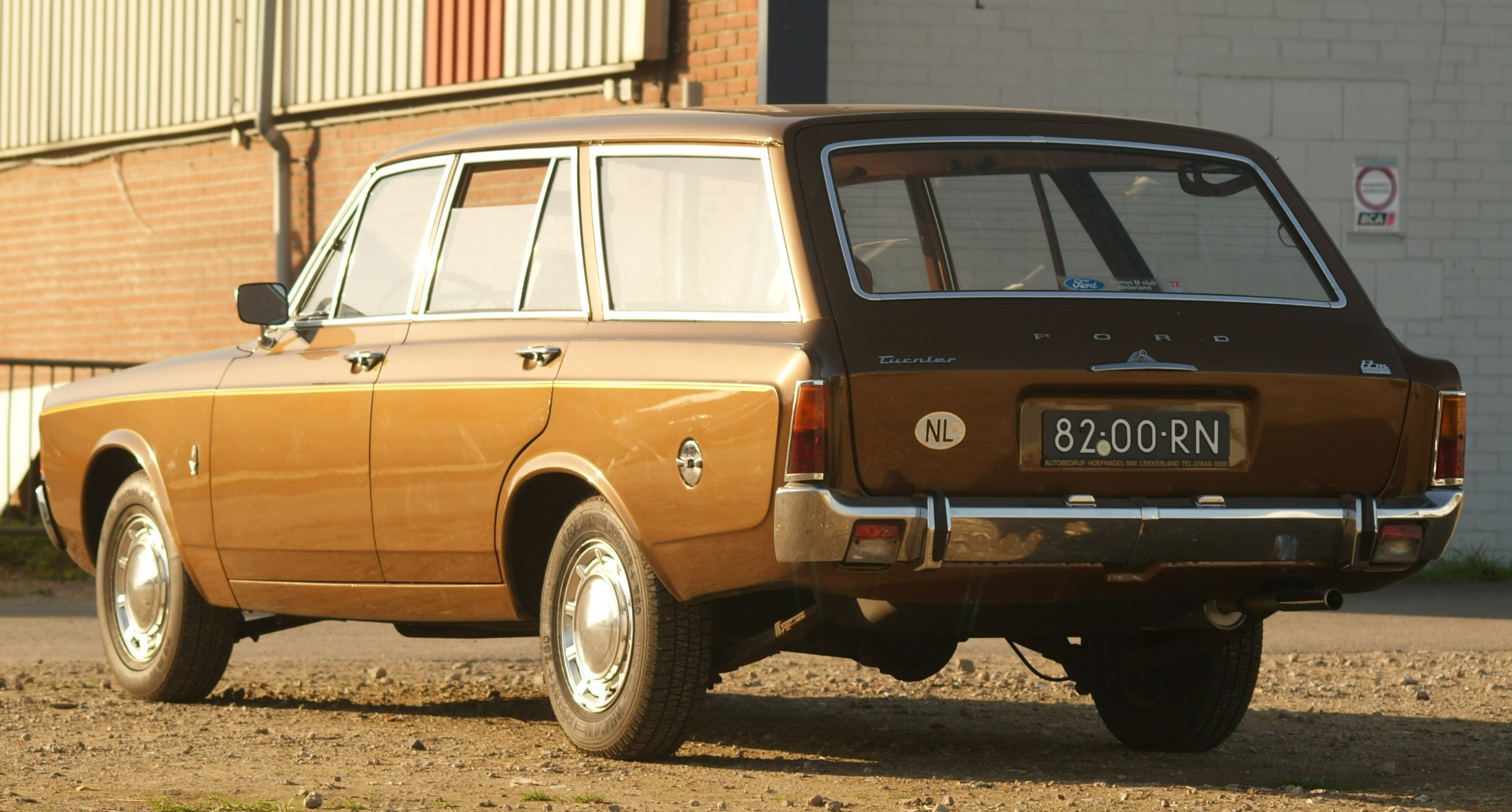
Ford Taunus 17/20/26M V Kombi

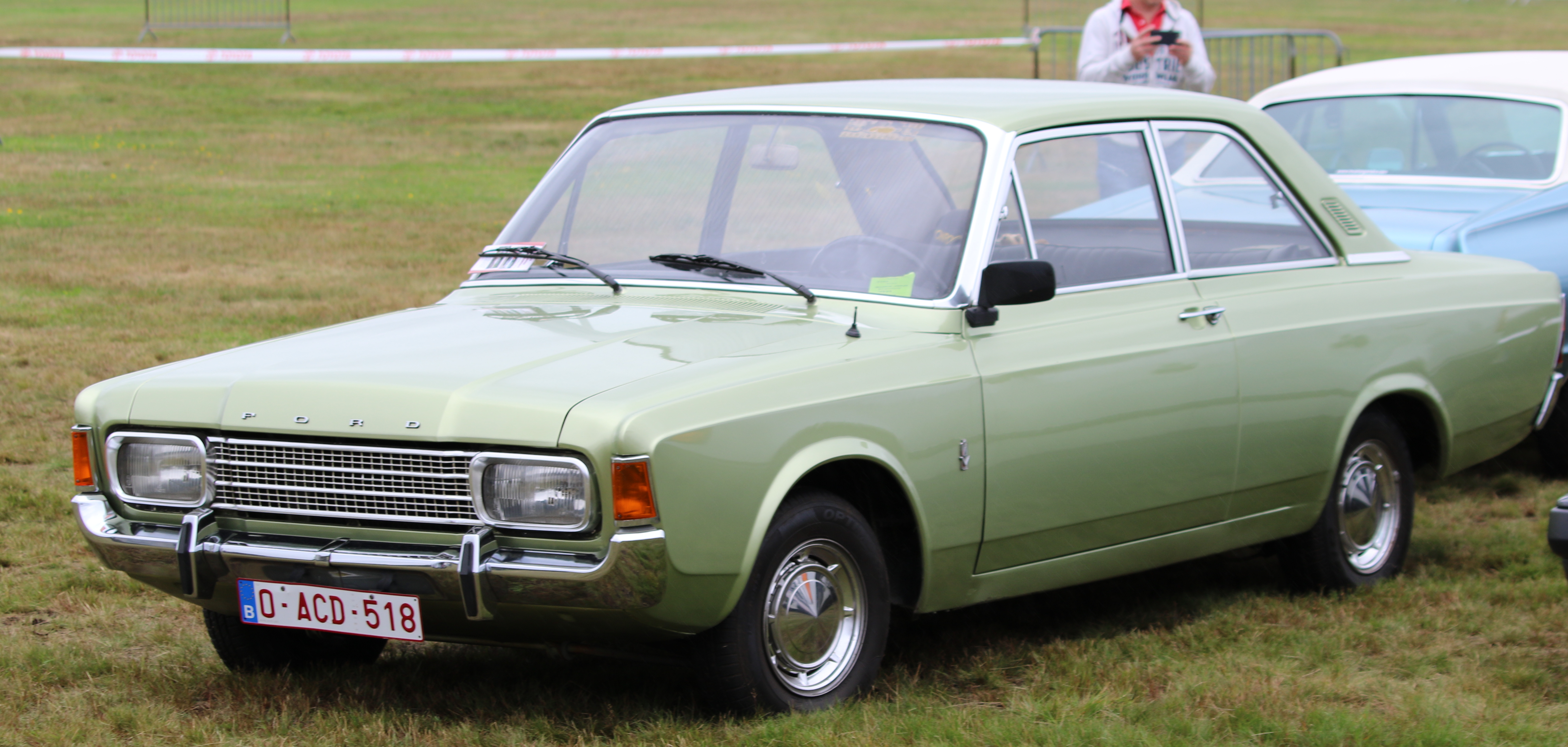
Ford Taunus 17/20/26M V po liftingu

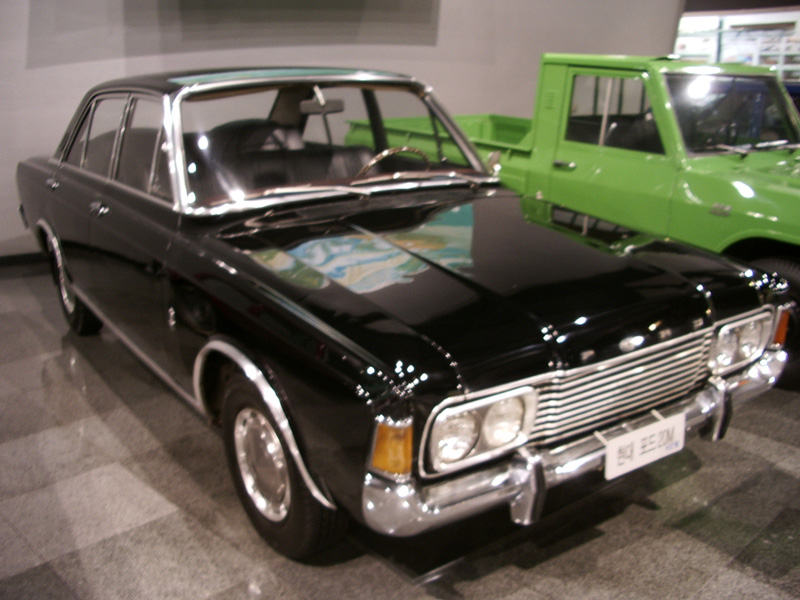
południowokoreański Hyundai-Ford Taunus

Ford Taunus 17/20/26M V został zaprezentowany po raz pierwszy w 1967 roku.
Ostatnie wcielenie większej linii Taunusa zachowało kierunek zmian w stronę kanciastych proporcji. Przód został ścięty pod ostrym kątem, zyskując wyraźnie zaznaczone błotniki z umieszczonymi na nich kierunkowskami, a z przodu pojawiła się duża, chromowana atrapa chłodnicy. Osadzono na nich prostokątne, zaokrąglone reflektory, a także liczne chromowane ozdobniki znajdujące się m.in. na słupkach, dolnej krawędzi drzwi czy pasie tylnym.

### Lifting
W 1968 roku Ford przeprowadził modernizację Taunusa większej linii, która obejmowała głównie wypełnienie atrapy chłodnicy. Pojawiły się chromowane, poziome poprzeczki, a także nowe obwódki reflektorów.

### Koniec produkcji i następca
W 1972 roku niemiecki oddział Forda zdecydował się wycofać z produkcji wyższej klasy, większego Taunusa serii 17/20/26M i zastąpić go nowym, oddzielnym modelem Granada. 

### Korea Południowa
W ramach partnerstwa, jakie południowokoreańskie przedsiębiorstwo Hyundai zawarło z Fordem w latach 60. XX wieku, w mieście Busan produkowany był licencyjny Taunus w wariancie 20M jako niszowa, luksusowa limuzyna będąca konkurencją dla innego licencyjnego pojazdu, Shinjin Crown budowanego na pozwoleniu Toyoty.
Podczas trwającej między 1969 a 1973 rokiem produkcji Hyundai wyprodukował 2406 sztuk Taunusa w lokalnym wariancie. Niewielki wolumen wynikał m.in. z ograniczonego rynku zbytu, a także stosunkowo niewielkiego grona potencjalnych odbiorców w niezamożnej wówczas Korei Południowej.

### Silniki
- V4 1,5 l Taunus
- V4 1,7 l Taunus
- V6 1,8 l Cologne
- V6 2,0 l Cologne
- V6 2,3 l Cologne
- V6 2,5 l Cologne

## Szósta generacja

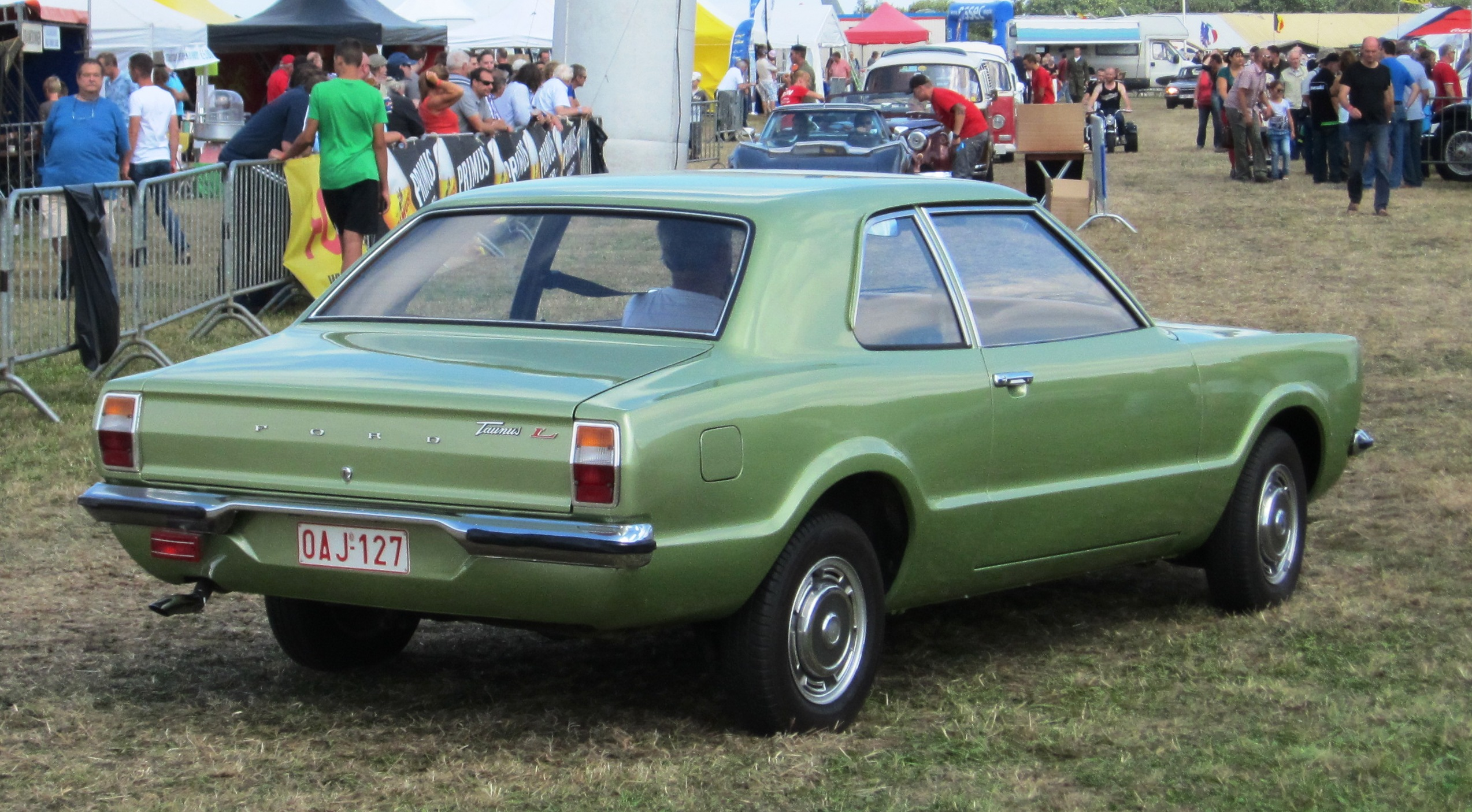
Ford Taunus VI - tył

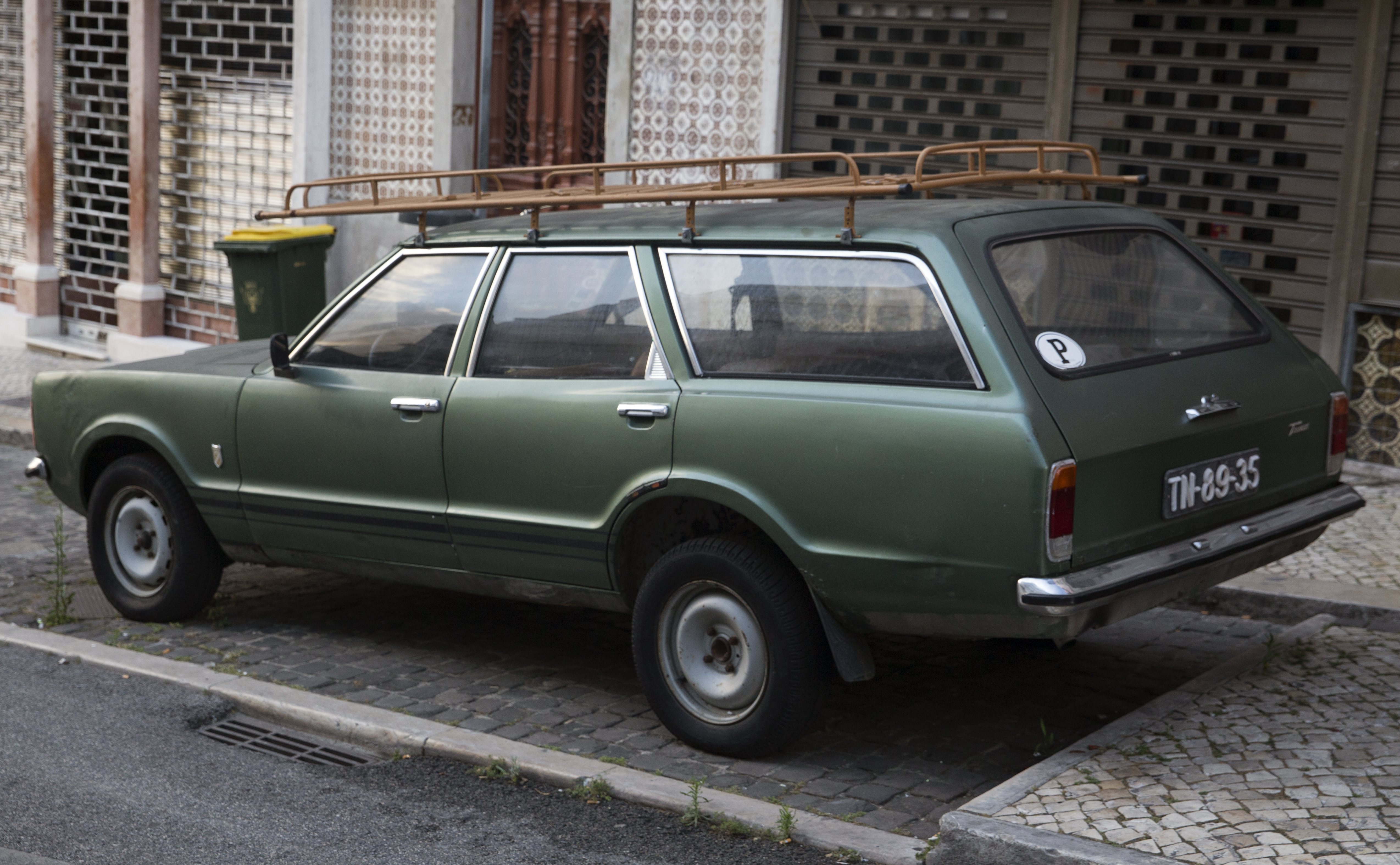
Ford Taunus VI Kombi

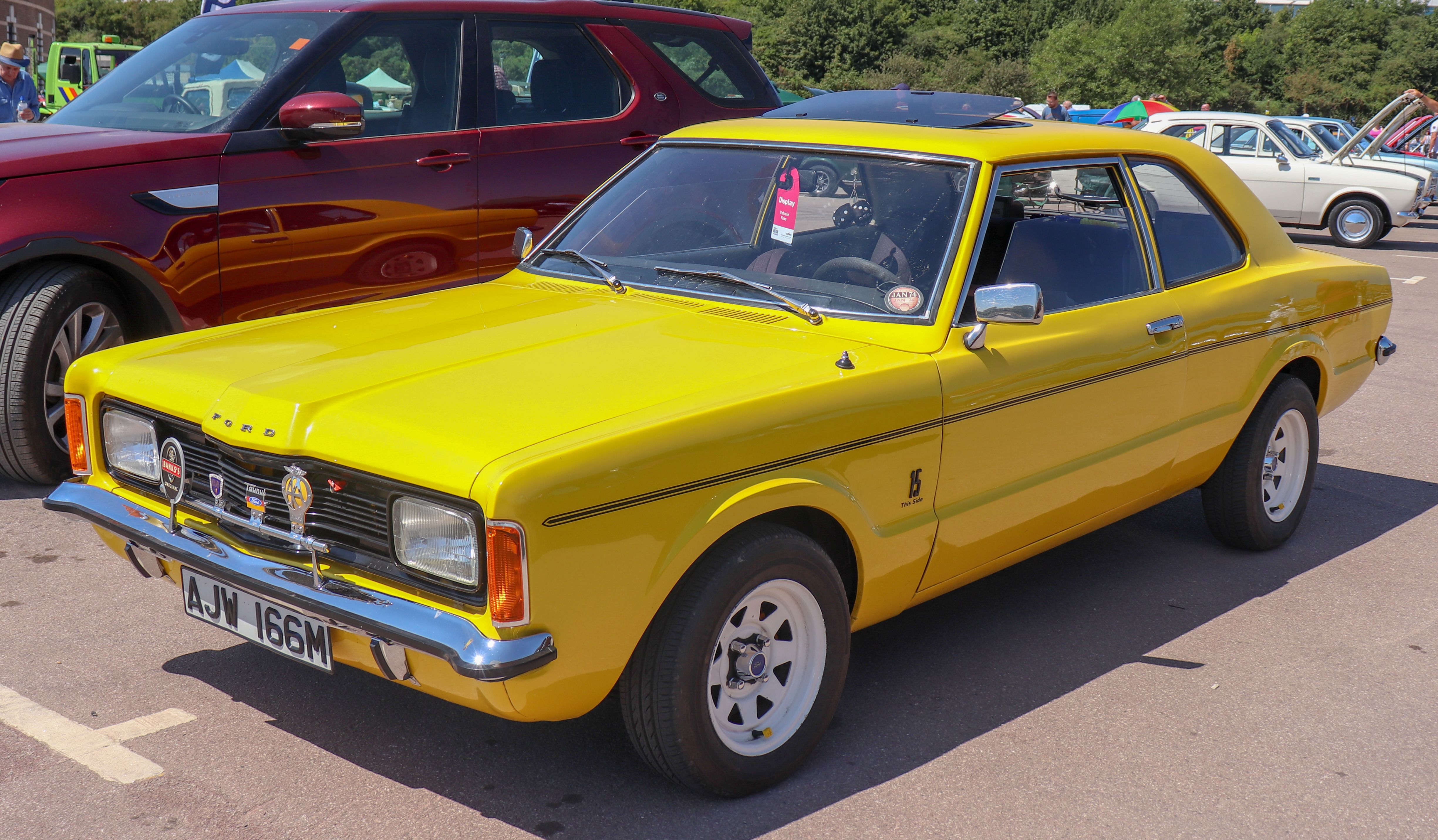
Ford Taunus VI po liftingu

Ford Taunus VI został zaprezentowany po raz pierwszy w 1970 roku.
W 1970 roku niemiecki oddział Ford zdecydował się uporządkować swoją ofertę, upraszczając linię modelową Taunus do jednej, średniej wielkości. Szósta generacja modelu powstała we współpracy z brytyjskim oddziałem Forda, będąc technicznie bliźniaczą konstrukcją oferowanego równolegle w krajach anglosaskich modelu Cortina.
Taunus VI zyskał charakterystyczne, obłe proporcje nadwozia z wyraźnie zaznaczonymi tylnymi nadkolami i zaokrąglonymi przednimi błotnikami. Przód zdobiły okrągłe reflektory, a także duża, chromowana atrapa chłodnicy. Centralny punkt przedniego pasu zyskał duże wybrzuszenie biegnące od maski po atrapę chłodnicy.

### Lifting
We wrześniu 1972 roku Ford zaprezentował gruntownie zmodernizowanego Taunusa szóstej generacji, który otrzymał nowy pas przedni. Okrągłe reflektory zmienione zostały na prostokątne, a atrapa chłodnicy zyskała inne wypełnienie.

### Silniki
- L4 1,3 l Pinto
- L4 1,6 l Pinto
- L4 2,0 l Pinto (od 1973)
- V6 2,0 l Cologne
- V6 2,3 l Cologne

## Siódma generacja

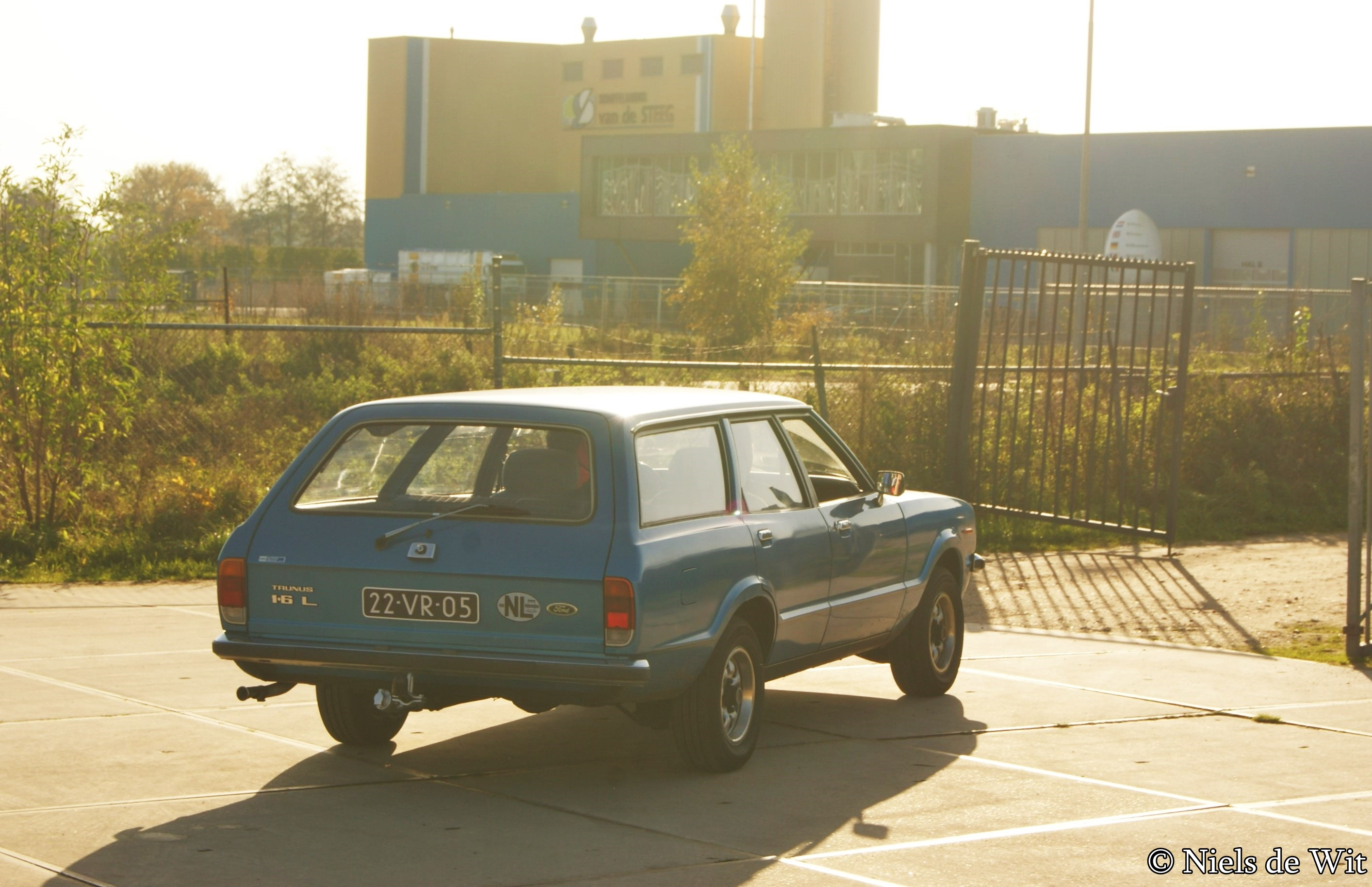
Ford Taunus VII Kombi

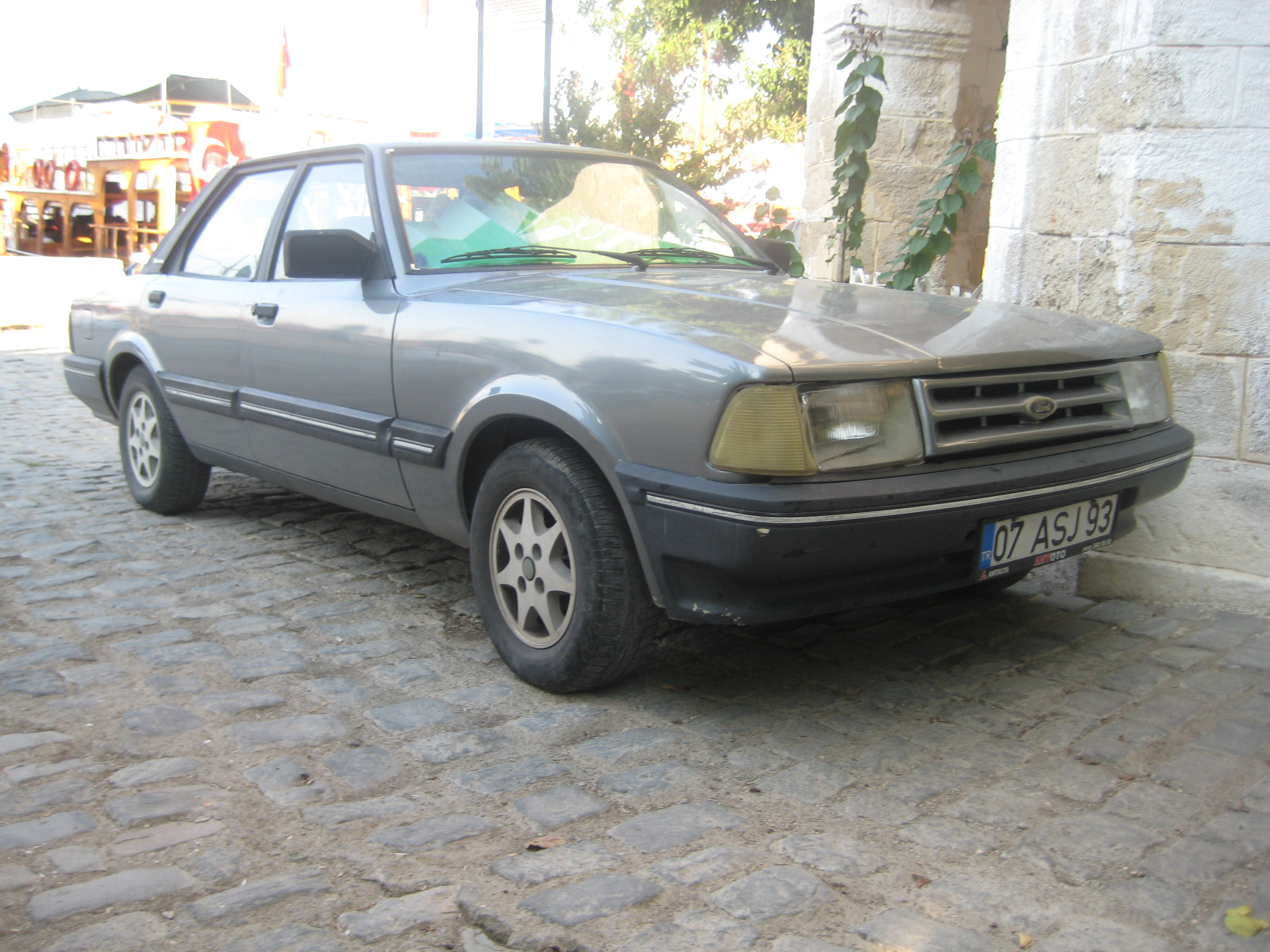
Turecki Ford Taunus VII po liftingu

Ford Taunus VII został zaprezentowany po raz pierwszy w 1975 roku.
Siódma i ostatnia generacja Forda Taunusa była de facto gruntownie zmodernizowanym poprzednikiem, opracowanym w ramach nowego kierunku stylistycznego Forda tym razem obejmującego modele oferowane zarówno na rynku państw Europy Zachodniej, jak i na Wyspach Brytyjskich. W ten sposób, Taunus razem z bliźniaczym modelem Cortina zyskał duże, kanciaste reflektory i wąską, czarną atrapę chłodnicy w prostokątnym kształcie.
Nadwozie zyskało bardziej kanciaste kształty, tylną część nadwozia zdobiły większe, wielokątne lampy umieszczone na narożnikach błotników. Z kolei na słupkach C pojawiły się duże atrapy imitujące wloty powietrza.

### Koniec produkcji i następca
W 1982 roku europejski oddział Forda podjął decyzję o zakończeniu produkcji linii modelowej Taunus po 43 latach rynkowej obecności, zastępując go zupełnie nowym modelem klasy średniej o nazwie Sierra.

### Turcja
Niezależnie od rynku europejskiego, siódma generacja Forda Granady była produkowana przez lokalną spółkę Ford-Otosan od 1984 do 1994 roku. Podczas trwającej 10 lat produkcji samochód przeszedł dwie restylizacje, które w obu przypadkach obejmowały pas przedni.

### Silniki
- L4 1,3 l Pinto
- L4 1,6 l Pinto
- L4 2,0 l Pinto
- V6 2,0 l Cologne
- V6 2,3 l Cologne